# Vestermarkskolen (Aars)
 For alternative betydninger, se Vestermarkskolen. (Se også artikler, som begynder med Vestermarkskolen)
Vestermarkskolen er en specialskole for børn i Vesthimmerlands Kommune. Skolen ligger i Aars. Før Kommunalreformen (2007) blev skolen drevet af Nordjyllands Amt.
| Skole | Spire Denne artikel om en skole, en uddannelsesinstitution eller uddannelse er en spire som bør udbygges. Du er velkommen til at hjælpe Wikipedia ved at udvide den. |

|  | Denne artikel kan blive bedre, hvis der indsættes geografiske koordinater Denne artikel omhandler et emne, som har en geografisk lokation. Du kan hjælpe ved at indsætte koordinater i wikidata. |

|  | Denne artikel om en bygning eller et bygningsværk kan blive bedre, hvis der indsættes et (bedre) billede. Du kan hjælpe ved at afsøge Wikimedia Commons for et passende billede eller lægge et op på Wikimedia Commons med en af de tilladte licenser og indsætte det i artiklen. |